# کتابخانه ملی آلمان
کتابخانه ملی آلمان (به آلمانی: Deutsche Nationalbibliothek) در سال ۱۹۹۰ بر مبنای پیمان وحدت دو آلمان، با ترکیب و ادغام کتابخانه‌های ملی موجود در لایپزیگ (Deutsche Bucherei تأسیس ۱۹۱۲) و فرانکفورت (Deutsche Bibliothek تأسیس ۱۹۷۴) و نیز آرشیو موسیقی برلین (Deutsche Musikarchive تأسیس ۱۹۷۰) به وجود آمد.
این کتابخانه یکی از بزرگ‌ترین کتابخانه‌های جهان به شمار می‌رود. وظایف این کتابخانه به عنوان یک مرکز ملی اطلاع‌رسانی عبارتست از: گردآوری کل انتشارات آلمان و کتابهای آلمانی زبان در جهان از سال ۱۹۱۳ به بعد، حفظ و نگهداری دراز مدت مجموعه، دبیزش و سازماندهی جامع آنها. این وظایف کتابخانه را ملزم می‌کند که ضمن انتشار کتاب‌شناسی ملی دسترسی نا محدود افراد را به مجموعه تأمین کند. مسئولیت‌های کتابخانه ملی آلمان منطبق با تعریفی است که یونسکو از کتابخانه‌های ملی داده است.
مجموعه کل کتابخانه ملی آلمان ۱۵ میلیون مدرک است (در سال ۱۹۹۷) به اضافه ۷۹۰ هزار موسیقی ضبط شده و چاپی که در برلین نگهداری می‌شود. سالانه حدود ۳۰۰۰۰۰ مدرک به مجموعه اضافه می‌شود. کتابخانه ملی آلمان یک کتابخانه واسپاری است و قانون فهرست‌نویسی پیش از انتشار را اجرا می‌کند. کتابخانه ملی بر مبنای قانون ۱۹۹۰ یک سازمان مستقل و کاملاً خود مختار است و نظارت عالی آن با وزارت کشور است. وظایف ملی کتابخانه عبارتست از: تدوین قواعد برای برگه آرایی؛ تدوین قواعد برای فهرست نویسی؛ همکاری ملی و نگهداری فهرست‌های مستند موضوعی، مشاهیر و سازمانها؛ تهیه و تدوین استاندارد، و معیارهای کتابداری و کتابخانه ها؛ مرکز ملی ISSN؛ اجرای برنامه «ایجاد و ارتباط گسترده بین سازمانهای اطلاع‌رسانی و انجمن‌های کتابداری».
در زمینه همکاری‌های بین‌المللی وظایف زیر را بر عهده دارد: شرکت فعال در کنفرانس کتابخانه‌های ملی اروپا (CENL)؛ شرکت فعال در کنفرانس ایفلا؛ اجرای برنامه کنترل جهانی کتاب‌شناختی؛ اجرای برنامه مارک بین‌المللی و یونی مارک (UBCIM)؛ شرکت فعال در کمیسیون حفاظت و دستیابی اروپا (ECPA)؛ شرکت فعال در کمیسیون حفاظت و دستیابی آمریکا (CAB)؛ همکاری با یونسکو، ISO و انجمن بین‌المللی موسیقی.